# Bob Wilson (Politiker)

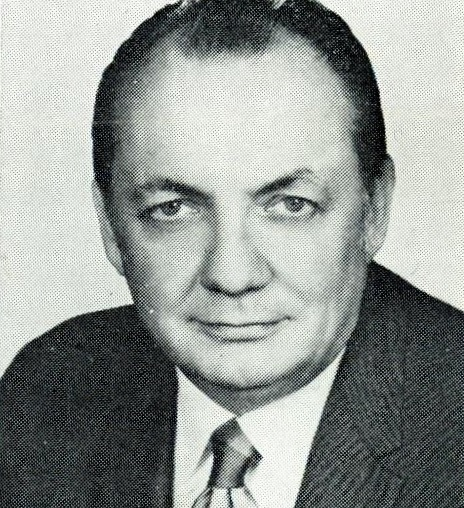
Bob Wilson (1971)

Robert Carlton „Bob“ Wilson (* 5. April 1916 in Calexico, Kalifornien; † 12. August 1999 in Chula Vista, Kalifornien) war ein US-amerikanischer Politiker. Zwischen 1953 und 1981 vertrat er den Bundesstaat Kalifornien im US-Repräsentantenhaus.

## Werdegang
Bob Wilson besuchte die öffentlichen Schulen seiner kalifornischen Heimat und danach das San Diego State College und das Otis Art Institute. Während des Zweiten Weltkrieges diente er in der US Army. Dabei war er innerhalb der Vereinigten Staaten bei der Lebensmittelversorgung als Commissary tätig. Danach gehörte er als Oberstleutnant der Reserve des Marine Corps an. In San Diego war er auch Teilhaber zweier Werbeagenturen. Gleichzeitig schlug er als Mitglied der Republikanischen Partei eine politische Laufbahn ein. 1952 unterstützte er den Präsidentschaftswahlkampf von General Dwight D. Eisenhower. Von 1962 bis 1966 war er Vorsitzender des republikanischen Kongresswahlkampfkomitees.
Bei den Kongresswahlen des Jahres 1952 wurde Wilson im damals neu eingerichteten 30. Wahlbezirk von Kalifornien in das US-Repräsentantenhaus in Washington, D.C. gewählt, wo er am 3. Januar 1953 sein neues Mandat antrat. Nach 13 Wiederwahlen konnte er bis zum 3. Januar 1981 insgesamt 14 Legislaturperioden im Kongress absolvieren. Von 1963 bis 1973 vertrat er den 36., von 1973 bis 1975 den 40. und danach den 41. Distrikt seines Staates. In seine Zeit als Kongressabgeordneter fielen unter anderem der Kalte Krieg, der Vietnamkrieg, die Bürgerrechtsbewegung und die Watergate-Affäre. Seit 1959 saß Wilson im Streitkräfteausschuss. Er war ein konservativer Abgeordneter und Unterstützer des Militärs und der Rüstungsindustrie.
1980 verzichtete er auf eine weitere Kandidatur. Nach dem Ende seiner Zeit im US-Repräsentantenhaus war Bob Wilson Vorsitzender der Organisation Washington Industrial Team and Air-Space America. Er starb am 12. August 1999 in Chula Vista und wurde in San Diego beigesetzt.